# Клейниківська сільська рада
52°9′1″ пн. ш. 23°33′39″ сх. д. / 52.15028° пн. ш. 23.56083° сх. д.
Кле́йниківська сільська́ ра́да (біл. Кле́йнікаўскі сельсавет) — адміністративно-територіальна одиниця у складі Берестейського району, Берестейської області Білорусі. Адміністративний центр сільської ради — агромістечко Клейники.

## Розташування
Клейниківська сільська рада розташована на крайньому південному заході Білорусі, на заході Берестейської області, на північно-західній околиці обласного та районного центру Берестя. На півночі вона межує із Мотикальською сільською радою, на сході — із Чернинською сільською радою, на південному сході — із містом Берестя, на південному заході — із Люблінським воєводством (Польща).
Найбільша річка, яка протікає по території сільради, із сходу на захід — Лісна, права притока Західного Бугу (басейн Вісли). Великих озер на території сільради немає. Уздовж річки Лісної розташовано ряд невеличких озер старичного типу.

## Історія
Рішенням Берестейської обласної ради депутатів від 21 грудня 2007 року, населений пункт — село Козловичі, ліквідоване і приєднане до Ленінського району міста Берестя, як мікрорайон Козловичі.

## Склад сільської ради
До складу Клейниковської сільської ради входить 7 населених пунктів, із них: 1 агромістечко та 6 сіл.
| Населений пункт   | Тип          | Населення, осіб (2009) | Координати                                                            |
| ----------------- | ------------ | ---------------------- | --------------------------------------------------------------------- |
| Клейники          | агромістечко | 1689                   | 52°8′27″ пн. ш. 23°36′37″ сх. д. / 52.14083° пн. ш. 23.61028° сх. д.  |
| Костичі           | село         | 52                     | 52°9′18″ пн. ш. 23°33′31″ сх. д. / 52.15500° пн. ш. 23.55861° сх. д.  |
| Котельня-Боярська | село         | 4                      | 52°9′17″ пн. ш. 23°31′39″ сх. д. / 52.15472° пн. ш. 23.52750° сх. д.  |
| Неплі             | село         | 66                     | 51°52′28″ пн. ш. 23°49′10″ сх. д. / 51.87444° пн. ш. 23.81944° сх. д. |
| Піски             | село         | 136                    | 52°9′12″ пн. ш. 23°35′21″ сх. д. / 52.15333° пн. ш. 23.58917° сх. д.  |
| Теребунь          | село         | 184                    | 52°10′13″ пн. ш. 23°31′29″ сх. д. / 52.17028° пн. ш. 23.52472° сх. д. |
| Шумаки            | село         | 95                     | 52°9′48″ пн. ш. 23°32′26″ сх. д. / 52.16333° пн. ш. 23.54056° сх. д.  |

Ліквідований і знятий з обліку населений пункт — село Козловичі.

## Населення
За переписом населення Білорусі 2009 року чисельність населення сільської ради становило 2226 осіб.

### Національність
Розподіл населення за рідною національністю за даними перепису 2009 року:
| Національність                | Осіб | Відсоток |
| ----------------------------- | ---- | -------- |
| білоруси                      | 1905 | 85,58 %  |
| росіяни                       | 162  | 7,28 %   |
| українці                      | 113  | 5,08 %   |
| поляки                        | 25   | 1,12 %   |
| німці                         | 7    | 0,31 %   |
| татари                        | 3    | 0,13 %   |
| таджики                       | 3    | 0,13 %   |
| молдовани                     | 2    | 0,09 %   |
| національність не повідомлена | 2    | 0,09 %   |
| дві та більше національності  | 2    | 0,09 %   |
| литовці                       | 1    | 0,04 %   |
| грузини                       | 1    | 0,04 %   |
| Разом                         | 2226 | 100 %    |